# Pierre Sophal Tonlop
Pierre Sophal Tonlop (tiếng Khmer: ទម្លាប់ សុផល; sinh năm 1953) là một linh mục Công giáo Rôma Campuchia nổi tiếng là người bản địa đầu tiên được thụ phong linh mục sau khi Khmer Đỏ sụp đổ năm 1979; ông được Giáo hội tấn phong vào ngày 22 tháng 7 năm 1995 và bổ nhiệm làm Giám quản Tông Tòa Hạt Phủ doãn Tông Tòa Battambang.
Tonlop vốn là kiều dân Canada từ năm 1984 đến năm 1990, cũng trong thời gian đó ông dành để nhập học Đại Chủng viện Montréal. Từ năm 1990 đến năm 1993, ông tiếp tục theo đuổi việc học tại Pháp. Đến năm 1994, sau khi thụ phong phó tế, ông tình nguyện làm nhà truyền giáo ở Campuchia với mong muốn trở về phụng sự quê hương mình để rồi trở thành linh mục vào năm sau.
Tính đến năm 2012, ông là cha sở giáo xứ Battambang phụ trách chăm sóc các cộng đồng Công giáo Việt Nam trong nước, cùng với việc điều hành Ngân hàng Gạo của Giáo hội.